# Сень, Анна Сергеевна
А́нна Серге́евна Сень (род. 3 декабря 1990, Краснодар) — российская гандболистка, левый полусредний ГК «Ростов-Дон» и национальной сборной России. Олимпийская чемпионка 2016 года. Заслуженный мастер спорта.

## Биография
Анна начала свою спортивную карьеру в очень раннем возрасте, занимаясь плаванием с трех лет и получив звание мастера спорта.
Благодаря своему папе она параллельно посещала и тренировки по гандболу. Затем, в возрасте 13-ти лет, по наставлению тренера Тарасикова Александра Ивановича перешла в профессиональный гандбол.
Анна — воспитанница краснодарской школы, проработала под руководством тренера сборной России Евгения Трефилова 7 лет.
Относительно рано (с 14 лет) начала играть в Суперлиге за краснодарскую «Кубань». Потом на один сезон переходила в подмосковную «Звезду», а из нее в донской клуб. «Ростов-Дон» был достаточно сильный клуб, но Ане хотелось большего — играть в Лиге Чемпионов, поэтому она с удовольствием приняла приглашение сильнейшего в мире венгерского клуба «Дьер» и уехала покорять Европу. Получив бесценный опыт международного клубного турнира, вернулась играть в Ростов-на-Дону, так как к тому времени этот клуб тоже вышел в Лигу Чемпионов и Аня предпочла представлять свою страну в этом турнире. В составе «Ростов-Дона» играет несколько сезонов, завоевав множество титулов и искреннюю любовь поклонников гандбола. Много лет выступает в клубе и сборной России под номером 8. 
С 2007 года вызывалась в сборную России: сначала в юниорскую, с которой выиграла чемпионат мира в 2008 году. После нее перешла в основную сборную страны, заняв в ней прочное место и сделав перерыв на год лишь в связи с беременностью и рождением сына. Но даже будучи в положении, в июне 2017 года, отыграла отборочный матч чемпионата мира с Польшей. Выступая за женскую сборную России по гандболу, Сень выиграла Олимпийские игры 2016 года, серебро чемпионата Европы 2018 года, бронзу чемпионата мира 2019 года. Среди игроков сборной Анна пользуется уважением и в 2013 году на год стала капитаном команды. Перед чемпионатом мира 2019 года в Токио снова стала капитаном сборной России.
Выступала за клубы:
- 2004—2010 — «Кубань» (Краснодар)
- 2010—2011 — «Звезда» (Звенигород)
- 2011—2014 — «Ростов-Дон» (Ростов-на-Дону)
- 2014—2015 — «Дьёр ЭТО» (Дьёр)
- 2015 — н.в. — «Ростов-Дон» (Ростов-на-Дону)

## Семья
У Анны большая спортивная семья. Ее папа Сергей — мастер спорта международного класса по легкой атлетике (толкание ядра). В настоящее время он занимает пост президента Федерации по армреслингу Краснодарского края.
Мама Анны, Наталья также мастер спорта международного класса по легкой атлетике (прыжки в высоту)
Младшая сестра Екатерина  — это подрастающее поколение женского гандбола. Она является воспитанницей Краснодарской школы гандбола.
Замужем за гандболистом, мастером спорта по гандболу, Дмитрием Петренко с 8 июня 2012 года. В июне 2017 года сообщила о своей беременности. 18 февраля 2018 года родила сына Марка.

## Достижения
- Чемпионка мира среди юниорок 2008 и лучший бомбардир на мировом первенстве в составе сборной России.
- Обладатель Кубка мира 2011 года
- Обладатель Суперкубка Венгрии 2014
- Обладатель Кубка Венгрии 2014/2015
- Чемпионка России 2017, 2018, 2019, 2020, 2022
- Обладатель Кубка России: 2011 (в составе «Звезды»); 2012, 2013, 2016, 2017, 2018, 2019, 2020, 2021, 2025 — (в составе «Ростов-Дона»).
- Обладатель Суперкубка России 2015, 2016, 2018, 2019, 2020
- Обладатель Кубка ЕГФ 2017
- Участник Финала четырёх Лиги чемпионов 2018
- Серебряный призер Лиги Чемпионов 2019
- Олимпийская чемпионка 2016 года.
- Серебряный призёр чемпионата Европы 2018 года.
- Бронзовый призер Чемпионат мира по гандболу среди женщин 2019

## Награды
- Орден Дружбы (25 августа 2016 года) — за высокие спортивные достижения на Играх XXXI Олимпиады 2016 года в городе Рио-де-Жанейро (Бразилия), проявленные волю к победе и целеустремленность[5].
- Медаль ордена «За заслуги перед Отечеством» I степени (11 августа 2021 года) — за большой вклад в развитие отечественного спорта, высокие спортивные достижения, волю к победе, стойкость и целеустремленность, проявленные на Играх XXXII Олимпиады 2020 года в городе Токио (Япония)[6].